# Chazelles-sur-Lyon
Chazelles-sur-Lyon là một xã trong tỉnh Loire miền trung nước Pháp.